# Cistoscópio
O cistoscópio é um aparelho utilizado para examinar o aparelho urinário inferior, a uretra (uretroscopia) e a bexiga (cistoscopia). O aparelho é constituido por um tubo, geralmente flexível, que é inserido na uretra sob anestesia local. O cistoscópio possui um sistema de lentes ou fibra óptica que permite ao médico observar as paredes da uretra e da bexiga.